# Papirus 11
Papirus 11 (według numeracji Gregory-Aland), α 1020 (von Soden), oznaczany symbolem {\displaystyle {\mathfrak {P}}^{11}} – grecki rękopis Nowego Testamentu pisany na papirusie, w formie kodeksu. Paleograficznie datowany jest na VII wiek. Zawiera fragmenty 1. Listu do Koryntian.

## Opis
Zachowało się 17 fragmentów kodeksu z tekstem 1. Koryntian 1,17-22; 2,9-12.14; 3,1-3,5-6; 4,3; 5,5-5.7-8; 6,5-9.11-18; 7,3-6.10-11.12-14.
Oryginalna karta miała rozmiary ok. 20 cm na ok. 15 cm (wedle rekonstrukcji). Tekst pisany był 1 kolumną na stronę, w 12 lub 13 linijkach.
Tekst grecki reprezentuje aleksandryjski typ tekstu, Kurt Aland zaklasyfikował go do kategorii II.
Rękopis odkryty został przez Tischendorfa w 1862 roku.
Aland datował rękopis na VII wiek, INTF datuje go obecnie na VI wiek.
Rękopis przechowywany jest w Rosyjskiej Bibliotece Narodowej (Gr. 258A).